# Gabriela Liz
Gabriela A. Liz (31. prosinca 1961.) je bivša argentinska hokejašica na travi. 
S argentinskom izabranom vrstom je sudjelovala na više međunarodnih natjecanja, a na brojnima je bila kapetanicom argentinskog predstavništva. Reprezentativnu karijeru je završila na Svjetskom kupu 1998.

## Sudjelovanja na velikim natjecanjima
- Panameričke igre 1987.
- OI 1988. (7. mjesto)
- SP 1990. (9. mjesto)
- Panameričke igre 1991.
- SP 1998. (4. mjesto)